# Michele Marcolini
Michele Marcolini (Savona, 2 de Outubro de 1975), é um ex-futebolista profissional italiano, que atuava como volante, atualmente é treinador.

## Títulos
- Campeonato Italiano Serie B: 2

Chievo Verona: 2007-2008
Atalanta: 2005-2006